# Goya (loď)
Goya byla německá dopravní loď, která byla užívaná jako transportní v době druhé světové války. Používala se k zásobování německých ponorek, od počátku 1945 sloužila jako transportní loď, která evakuovala vojáky i civilní uprchlíky z Východního Pruska na západ. 16. dubna 1945 se plavila do Gdaňska, když byla napadena sovětskými bombardéry, které ji poškodily. Ve 23:52 hodin byla torpédována sovětskou ponorkou L-3 a potopila se do hloubky přes 70 m. Uvádí se, že katastrofu nepřežilo 6000 osob, jiné zdroje hovoří až o 7000 obětech. Jednalo se o druhou největší námořní katastrofu v dějinách (po potopení lodě Wilhelm Gustloff). Pozice vraku je 55°12′ s. š., 18°18′ v. d..

## Technické údaje
- Délka: 131 m
- Šířka: 17 m
- Tonáž: 5230 BRT